# Surgeon Island
Surgeon Island (von englisch surgeon ‚Chirurg, Wundarzt‘) ist eine Insel vor der Pennell-Küste des ostantarktischen Viktorialands. Sie ist die größte der Lyall-Inseln und liegt 6 km ostsüdöstlich des Kap Hooker vor der Einfahrt zur Yule Bay.
Der United States Geological Survey kartierte sie anhand eigener Vermessungen und Luftaufnahmen der United States Navy aus den Jahren von 1960 bis 1963. Das Advisory Committee on Antarctic Names benannte sie 1970 in Anlehnung an die Benennung der Inselgruppe und den anderen dazugehörenden Inseln, die allesamt nach Ärzten benannt sind, die in der Antarktis tätig waren.